# Sjundeå FBK
Sjundeå Frivilliga Brandkår rf, kortare Sjundeå FBK, är en finländsk svenskspråkig brandkår som grundades år 1939 i Sjundeå, Nyland. Brandkåren består av alarmavdelning, junioravdelning, damavdelning och förstadelvård. År 2018 hade Sjundeå FBK sammanlagt 163 utryckningar varav 100 var släcknings- och räddningsuppdrag och 63 var delvård. Brandstationen ligger i Sjundeå kyrkby och adressen är Länsmansbacken 76.
Kårchefen är Johan Holmberg och kännetecken i bilar är LU 661 och LU 663.

## Historia
Sjundeå Frivilliga Brandkår rf grundades den 30 maj 1939 i Sjundeå. Då samlades man till det konstituerande mötet, t.f brandchef Rudolf Thusberg fungerade som ordförande för mötet. Till föreningens första ordförande valdes Johannes Malmsten, till vice ordförande Torgny Stenholm samt till sekreterare och kassör Erik W. Sjöholm. Till körchef valdes Runar Blomqvist, första vice kårchef Ragnar Öhman och som andra vice kårchef Johannes Malmsten.
De första fem åren av Sjundeå FBKs verksamhet var krigstid i Finland och därför finns det inte några anteckningar om brandkårens första årens verksamhet. Kårens centrum ända fram till Porkalaparentesen var Sjundeå Mekaniska Verkstads Ab, belägen på stationsområdet.

### Brandstationen
Den 17 januari 1947 beslöt man att bygga en branddepå i Sjundeå kyrkby på en tomt som donerades till Sjundeå FBK av Karin och Ruben Salovius. I Svartbäck stod den första branddepån färdig redan samma år. Där var ett garage, slangtorn och en vaktmästarbostad.

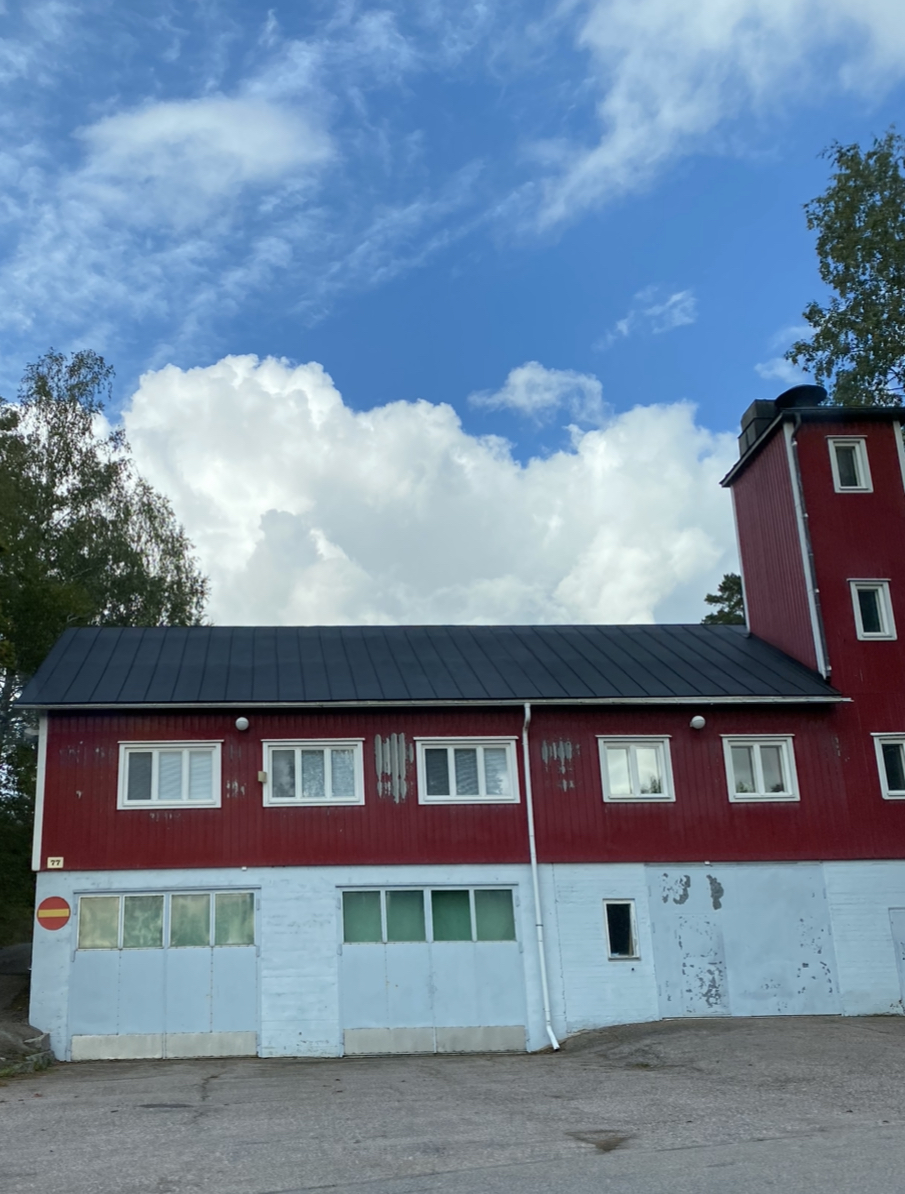
Sjundeå FBKs gamla brandstation.

Drygt 20 år efter depåbygget blev utrymmena för små. Tillbyggnaden, som påbörjades 1969 innehåller garage för två bilar, utvidgning av bostaden samt en festsal. 1971 stod bygget klart.
Flera år drömde man om en egen bastu, rymligare övnings- och parkeringsplats samt en vision om större utrymmen. Det fick brandkåristerna att börja se på granntomten, den så kallade sågtomten med hyvleri och såg - men ingen verksamhet. År 1973 började man förhandla och köpte den av Else Wikman. Hyvleriet byggdes om till lager och sågen revs. I april 1979 firades taklagsöl och i januari 1980 kastas första badet. 
Men knappt hade bastun svalnat så började ett nytt projekt, ett nytt garage på sågtomten. I juni 1981 göts grunden till nybygget, man fick problem med entreprenören som man valt och i november 1981 bröts avtalet. Man byggde sedan garaget färdigt genom talkoarbete sommaren 1982. I början av 1990-talet börjades ett nytt tillbygge, den nuvarande brandstationen. Man började sakna nya, moderna och ändamålsenliga utrymmen. Den nya brandstation stod färdig år 1992.

### Brandkårsavtalet
Ett nytt brandkårsavtal undertecknades mellan Sjundeå FBK rf. och Västra Nylands räddningsverk vid ett underteckningstillfälle på Karis FBK:s festsal den 11 december 2007. För Sjundeå FBK:s del undertecknade Nina Pettersson och Kjell Flythström.

## Utrustning och bilar
Lista på Sjundeå FBK:s utrustning och bilar:
- 1940 En begagnad Chevrolet.
- 1950 En begagnad Bedford lastbil.
- 1952 ESA-motorspruta.
- 1956 En ny Land Rover SJS 12.
- 1957 Nya nylon-slangar köptes.
- 1961 En ny Ford F-600 brandbil.
  - 1981 Såldes till Kyrkslätt, blev ordinarie brandkårs första brandbil.

- 1968 En begagnad Volvo som det monterades en vattentank på.
  - Bytes med Käla-avdelningens Sisu.

- 1972 BACHERT-motorspruta.
- 1972 Sisun / 1960 Vattentanken monterades på den, senare blev det oljebekämpningsbil.
  - Numera är det en veteranbrandbil.

- 1976 Scania 80 / 1972 
  - 1995 Såldes till fabriksbrandkåren i Båtvik

- 1980 Scania 85 / 1971 tankbil.
- 1981 Scania 111 / 1977 byggdes om till tung räddningsbil. SJS 15.
- 1983 ESA 30-motorspruta.
- 1983 En begagnad Mercedes-Benz-buss, byggdes om till manskapsbil.
- 1994 En begagnad Mercedes Benz 811 /
- 1995 En ny släckningsbil Scania 113 SJS 11.
- 1997 En ny tankbil Scania 124 SJS 13.
- 1997 En ny terrängfordon SJS 172.
- 2000 En ny Volkswagen transporter, första insatsenhet.
- 2005 En ny Volkswagen transporter 4motion, första insatsenhet SJS 171.